# Thomas Nguyên Van Trâm
Thomas Nguyên Van Trâm (vietnamesisch: Tôma Nguyễn Văn Trâm; * 9. Januar 1942 in Bình Tuy) ist ein vietnamesischer Geistlicher und emeritierter römisch-katholischer Bischof von Bà Rịa.

## Leben
Thomas Nguyên Van Trâm empfing am 1. Mai 1969 die Priesterweihe.
Papst Johannes Paul II. ernannte ihn am 6. März 1992 zum Weihbischof in Xuân Lộc und Titularbischof von Hilta. Die Bischofsweihe spendete ihm der Bischof von Xuân Lộc, Paul Marie Nguyên Minh Nhât, am 7. Mai desselben Jahres; Mitkonsekratoren waren Paul Nguyên Van Hòa, Bischof von Nha Trang, und Nicolas Huynh Van Nghi, Altbischof von Phan Thiết. Als Wahlspruch wählte er Hiền Lành và Khiêm Nhường („Sanftmütig und demütig“, Mt 11,29 ).
Am 22. November 2005 wurde er zum ersten Bischof des mit gleichem Datum errichteten Bistums Bà Rịa ernannt und am 5. Dezember desselben Jahres in das Amt eingeführt. Papst Franziskus nahm am 6. Mai 2017 seinen altersbedingten Rücktritt an.
Ungeachtet des Rücktritts war er vom 14. März 2017 bis zum 12. Dezember 2019 Apostolischer Administrator des vakanten Bistums Phan Thiết.